# Montemor-o-Velho
Montemor-o-Velho község és település Portugáliában, Coimbra kerületben. A település területe 228,96 négyzetkilométer. Montemor-o-Velho lakossága 26 171 fő volt a 2011-es adatok alapján. A településen a népsűrűség 110 fő/négyzetkilométer.
Montemor-o-Velhóban található az ország egyik nemzetközi evezős versenyek lebonyolítására is alkalmas tava, amelyen két kilométer hosszú pálya áll a versenyzők rendelkezésére. 2002-ben, mielőtt a pálya építése befejeződött volna, rendezték itt az első versenyt, amely a Coupe de la Jeunesse volt. Ezen verseny idején a FISA vizsgálói nem találták megfelelőnek a tó szélességét a nemzetközi versenyek lebonyolítására, ezért később ennek a kitételnek megfelelően kibővítették a pályát. Itt rendezték a 2010-es evezős világbajnokságot és a 2018-as gyorsasági kajak-kenu világbajnokságot is.

## Települései
A község a következő településeket foglalja magába:
- Abrunheira, Verride e Vila Nova da Barca
- Arazede
- Carapinheira
- Ereira
- Gatões e Montemor-o-Velho
- Liceia
- Meãs do Campo
- Pereira
- Santo Varão
- Seixo de Gatões
- Tentúgal

## Demográfia
| Montemor-o-Velho község népessége (1801–2011) | Montemor-o-Velho község népessége (1801–2011) | Montemor-o-Velho község népessége (1801–2011) | Montemor-o-Velho község népessége (1801–2011) | Montemor-o-Velho község népessége (1801–2011) | Montemor-o-Velho község népessége (1801–2011) | Montemor-o-Velho község népessége (1801–2011) | Montemor-o-Velho község népessége (1801–2011) | Montemor-o-Velho község népessége (1801–2011) | Montemor-o-Velho község népessége (1801–2011) | Montemor-o-Velho község népessége (1801–2011) |
| --------------------------------------------- | --------------------------------------------- | --------------------------------------------- | --------------------------------------------- | --------------------------------------------- | --------------------------------------------- | --------------------------------------------- | --------------------------------------------- | --------------------------------------------- | --------------------------------------------- | --------------------------------------------- |
| 1801                                          | 1849                                          | 1900                                          | 1930                                          | 1960                                          | 1981                                          | 1991                                          | 2001                                          | 2004                                          | 2006                                          | 2011                                          |
| 9528                                          | 6345                                          | 22 361                                        | 25 162                                        | 27 925                                        | 27 274                                        | 26 375                                        | 25 478                                        | 25 082                                        | 24 950                                        | 26 171                                        |

## Híres személyek
- Sesnando Davides, 11. századi mozarab nemes, tábornok, aki Tentúgalban született, Montemor-o-Velhóban. Később Coimbra megye kormányzója lett.
- Fernão Mendes Pinto (1509? – 1583), portugál felfedező és író.

## Fordítás
- Ez a szócikk részben vagy egészben  a   Montemor-o-Velho című angol Wikipédia-szócikk ezen változatának fordításán alapul.  Az eredeti cikk szerkesztőit annak laptörténete sorolja fel. Ez a jelzés csupán a megfogalmazás eredetét és a szerzői jogokat jelzi, nem szolgál a cikkben szereplő információk forrásmegjelöléseként.